# Castell i vilatge de Montclús
El Castell i vilatge de Montclús, junt amb l'antic poblat de Montclús i l'església de Sant Urbà, és situat a la petita vall de Montclús, davant l'embassament de Camarasa al municipi noguerenc de les Avellanes i Santa Linya. Aquest castell tingué, en el seu moment, una importància militar considerable, ja que formava part de la frontera amb què els àrabs defensaren els passos de la Serra del Montsec.

## Història

Califat de Còrdova. Marca Superior

La conquesta del lloc de Montclús degué produir-se vers l'any 1047, un cop conquerida definitivament la vall d'Àger als sarraïns per Arnau Mir de Tost i el comte d'Urgell Ermengol III, el qual infeudà a Arnau aquest indret amb el seu castell. La primera referència documental data de 1060; és una escriptura de donació atorgada a l'abadia de Sant Pere d'Àger per Arnau Mir de Tost i a la seva muller Arsenda d'Àger, en la qual li cediren la meitat del castell de Montclús entre moltes altres propietats.
Una altra referència data de l'any 1073, en una escriptura per la qual l'abat d'Àger, Ponç I de Cabrera i la seva esposa Letgarda, filla d'Arnau Mir de Tost, infeudaren la meitat del castell als germans Arnau i Guillem Isarn, tot expressant que era a la marca extrema d'Espanya entre el castell de Santa Linya i el de Cas. També es donen en aquest document les afrontacions de la meitat de la fortalesa. La nissaga dels Isarn emparentà amb els Fluvià pel matrimoni de Nèvia, neboda de la muller d'Arnau Mir de Tost, amb Guillem Isarn, pare dels esmentats Arnau i Guillem. Els Isarn formaren part del tronc dels castlans d'Àger.
A la darreria del segle xiii, en morir el rei Jaume I l'any 1276, el vescomte Ramon Folc de Cardona posseïa el terme de Santa Linya, el qual comprenia els castells de Privà, Vilanova de Bellpuig, l'Estardit, Moragues, Castellnou i Montclús.

## Castell
El castell, envoltat de cingles al costat sud i oest, és força complex, amb transformacions de l'edifici original i construccions de moments diferents. S'hi veuen les restes d'un castellet de planta poligonal (segurament l'element més antic), una ampliació feta posteriorment d'aquesta construcció original, una possible torre circular i una bestorre situada a la banda septentrional.
A la part septentrional del recinte, damunt del cingle que domina la vall, hi ha una petita elevació, un munt d'enderrocs, de planta circular que podria correspondre a una torre primerenca. Al SO d'aquest munt d'enderrocs hi ha les restes d'un edifici de planta poligonal irregular, gairebé trapezial. El costat oest és fet amb panys de mur de 3,2 m, 2 m i 5 m. De la banda nord sembla que sortia un altre pany de mur cap a la possible torre, amb una longitud d'uns 3,5 m; només se'n conserven els primers 40 cm. A l'extrem sud, sembla que començava un mur de tancament que havia d'enllaçar amb l'extrem N. En resta, però, ben poca cosa. El gruix de les parets occidentals és de 100 cm i l'alçada, a la cara interior, és de 2,5 m. Són fets amb uns carreus petits (15 cm d'alt per 20 cm de llarg) i ben arrenglerats, units amb morter de calç.
Sembla com si aquest edifici original hagués restat petit o en part destruït. Fou ampliat, en superfície i en alçària. Per damunt de tot el mur oest hi ha 3 m més, amb una amplada de només 80 cm. Per damunt seu encara hi ha 1 m més de paret, molt estreta. Així mateix, la nova muralla s'estén més cap al S (almenys uns 5 m més) i més cap al nord (almenys uns 2,3 m més). A la banda meridional sembla que arribà a tenir una amplada d'uns 6 m. Al sector septentrional encara fou potser més gran, si hi pertany la bestorre que s'alça damunt de l'espadat, més enllà de la possible torre circular. A la banda occidental del mur, es pot observar que l'aparell constructiu d'aquesta segona etapa és diferent al de l'anterior. Els murs són fets amb carreus de mides més diverses, bé que també són arrenglerats en filades. En relació amb aquest segon moment, cal situar les nombroses espitlleres que trobem al mur occidental. A la part baixa del mur hi ha també dues grans espitlleres.

## Vilatge
Al nord del castell, arran de cingle, hi ha l'església. A l'est del castell i al sud-est de l'església, hi ha les restes del poble envoltades per tota la banda est i sud per un profund cingle. L'espai ocupat pel poble fa uns 55 m d'est a oest- per uns 65 m de sud a nord. A l'interior, hi ha uns 15 habitatges, protegits per les mateixes característiques del relleu natural, cosa que fa que, en aquest indret no calgués una muralla perimetral. Les cases, de les quals encara es conserven alguns murs amb alçades de fins a 3 m, són força grans. Els murs són fets amb una aparell normalment irregular, tot i que en una de les més meridionals hi trobem un «opus spicatum».
Cal datar el castellet de planta poligonal cap al segle xi. La torre circular pot ser d'aquest mateix moment o una mica anterior. D'un moment posterior és el segon recinte del castell. El poble cal situar-lo cap al segle xi, tot i que va continuar existint durant tota l'edat mitjana, per ser finalment abandonat al final d'aquest període.